# تربیت‌یافته توسط گرگ‌ها
تربیت‌یافته توسط گرگ‌ها (انگلیسی: Raised by Wolves) یک مجموعه تلویزیونی کمدی موقعیت بریتانیایی است که مابین سال‌های ۲۰۱۳ تا ۲۰۱۶ از کانال ۴ (بریتانیا) پخش شد. از بازیگران آن می‌توان به فیلیپ جکسون و ارین کلیمن اشاره کرد.